# Hemiasomatoagnòsia
L'hemiasomatoagnòsia o hemisomatognòsia és un terme mèdic que s'empra per descriure la situació d'un pacient que presenta un desconeixement o desatenció d'una part del seu cos, generalment la meitat dreta o esquerra d'aquest. És una variació del terme asomatoagnòsia. Sola estar causada per una lesió massiva en un dels hemisferis cerebrals.
La hemiasomatognòsia es manifesta de diferents maneres, el pacient desatén una meitat del seu cos, la descura en funcions com la neteja, i té sensació d'estranyesa, considerant que aquesta part no li pertany, no forma part del seu organisme o li ha estat amputada.
L'hemiasomatognòsia es considera un tipus d'agnòsia.

## Etimologia
La paraula procedeix dels termes grecs hemi (meitat), a (no), somato (cos) i gnosi (coneixement), i vol dir literalment «no coneixement de la meitat del cos».